# 콰콰

콰콰의 위치

콰콰(QwaQwa)는 1974년 11월 1일에 남아프리카 공화국이 아파르트헤이트 정책의 일환으로 세운 소토족의 괴뢰국이자 반투스탄이다. 제한된 자치권만 승인받으며, 1994년 4월 27일에 남아프리카 공화국 총선거 실시를 계기로 아파르트헤이트 정책이 폐지되면서 소멸되었다. 수도는 푸타딧자바였으며, 면적은 620km2, 인구는 1991년 기준 542,886명이었다. 인종의 구성은 아프리카계 98.09%, 유럽계 1.68%, 동양계 및 인도계 0.13%, 기타 유색 인종 0.09%였다.

콰콰의 기
콰콰의 문장